# Théâtre national de marionnettes d'Azerbaïdjan
 (juillet 2025).
Le Théâtre national de marionnettes d'Azerbaïdjan (azéri : Abdulla Şaiq adına Azərbaycan Dövlət Kukla Teatrı) nommé d'après d'Abdulla Shaig est un théâtre de marionnettes situé sur l'avenue Neftchiler à Bakou. Il a été construit dans un style éclectique en 1910 par l'architecte polonais Józef Płoszko, initialement comme cinéma « Fenomen ».
La taille des marionnettes varie de quelques centimètres à deux fois la taille d'un humain.

## Aperçu

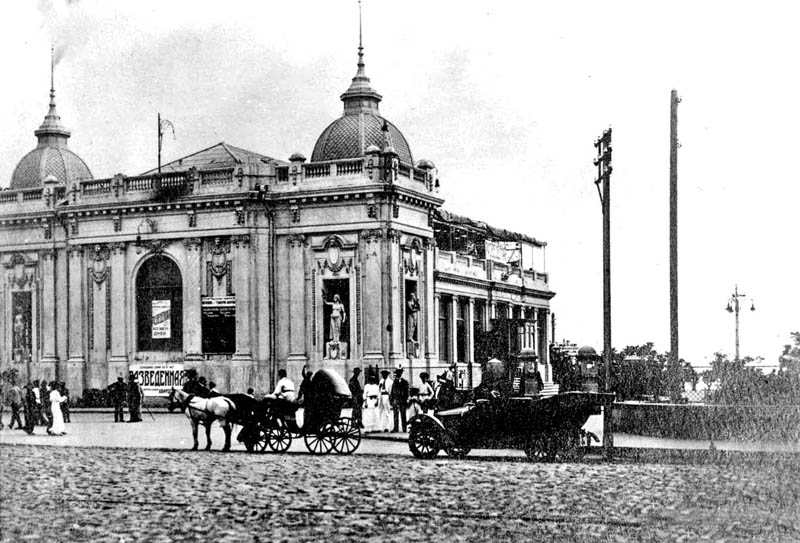
Le bâtiment en 1910, lorsqu'il s'appelait alors le bâtiment cinématographique « Fenomen ».

Le bâtiment du théâtre a été construit sur le boulevard de Bakou alors qu'il n'y avait pas encore de verdure. Le système de ventilation par aspiration a été remplacé par une ventilation forcée. Lorsque le cinéma a été ouvert au public en juin 1910, son administration a annoncé les caractéristiques d'une ventilation complète, se produisant toutes les 15 minutes et d'un ozonateur spécial.
La salle de cinéma mesurait 24 m de long, 11 m de large et 10 m de haut. 400 places étaient disponibles dans le parterre. De plus, il y avait 7 loges et dans la partie supérieure, 3 vérandas.

## Histoire

### Histoire du bâtiment
Le premier propriétaire du cinéma « Fenomen » était M. Gofman. Il envisageait de louer la salle de cinéma pour des spectacles. Les entrepreneurs organisaient des démarches auprès des autorités de la ville pour agrandir le bâtiment à l'avenir. En conséquence, l'apparence architecturale du bâtiment a été complétée par les monuments de 4 personnages mythologiques antiques – Mercure, Bacchus, Poséidon et Aphrodite.
En 1921, selon le projet de l'architecte azerbaïdjanais Zivar bey Ahmadbeyov, le bâtiment a été radicalement reconstruit pour le « Théâtre Satyragite ».
« Fenomen » a fonctionné comme un cinéma, un casino, comme le « Théâtre Satyragite », comme le « Théâtre de la comédie musicale » et comme le « Musée des réalisations agricoles » jusqu'en 1931.

### Histoire du théâtre de marionnettes
L'idée de créer un théâtre de marionnettes a été lancée par l'acteur de théâtre, Molla Agha Babirli. À l'initiative de militants du théâtre dirigés par Djafar Djabbarli, le théâtre de marionnettes a été fondé en 1931 par décision de la Commission de l'éducation de la RSS d'Azerbaïdjan. La première pièce jouée au théâtre était « Cirque » en 1932. Le théâtre de marionnettes a fonctionné de manière indépendante de 1931 à 1941, puis de 1946 à 1950, sous l'égide du Théâtre national des jeunes spectateurs d’Azerbaïdjan en 1941 à 1946 et du Théâtre philharmonique national d’Azerbaïdjan en 1950. En 1964, le statut « d'État » a été accordé au théâtre.
Depuis 1975, des pièces destinées au public adulte sont également jouées.